# Findlay Point
Findlay Point är en udde i Antarktis. Den ligger i Sydorkneyöarna. Argentina och Storbritannien gör anspråk på området.
Terrängen inåt land är bergig åt sydväst, men åt nordväst är den kuperad. Havet är nära Findlay Point åt nordost.  Trakten är obefolkad. Det finns inga samhällen i närheten. 